# Awar-Awar
Awar-Awar is een bestuurslaag in het regentschap Situbondo van de provincie Oost-Java, Indonesië. Awar-Awar telt 3916 inwoners (volkstelling 2010).